# قاي فيشر
قاي فيشر (بالفرنسية: Guy Fischer)‏ هو سياسي فرنسي، ولد في 12 يناير 1944 بديسين-شاربيو في فرنسا، وتوفي في 1 نوفمبر 2014. حزبياً، نشط في الحزب الشيوعي الفرنسي. وقد انتخب عضو المجلس العام ‏ وانتخب عضو مجلس الشيوخ الفرنسي وانتخب عضو مجلس جهوي.